# Jean Coulthard
Pour les articles homonymes, voir Coulthard.
Jean Coulthard (parfois orthographié Jane Coulthard) est une compositrice canadienne née le 10 février 1908 à Vancouver, Canada, et morte dans la même ville le 9 mars 2000. C'est une figure marquante de la vie musicale canadienne du XXe siècle.

## Biographie
Enfant, elle étudie avec sa mère, Jean Coulthard née Robinson (1882-1933), pianiste venue s'installer à Vancouver en 1905.
De 1924 à 1928, elle étudie le piano avec Jan Cherniavsky et la théorie avec Frederick Chubb. Puis elle est l'élève de R.O. Morris, Ralph Vaughan Williams et Kathleen Long au Royal College of Music de Londres de 1928 à 1930.
À Vancouver, elle dirigea les départements de musique du St Anthony's college de 1934 à 1936 puis de la Queen's Hall School en 1936 et 1937.
Elle travaille la composition avec Arthur Benjamin en 1939 puis avec Bernard Wagenaar (1945). À partir de 1947, elle est chargée de cours de composition, puis de 1957 à 1973, professeur agrégée à l'Université de la Colombie-Britannique. Elle soumet ses compositions à Bartók, Aaron Copland, Arnold Schoenberg, Darius Milhaud, Nadia Boulanger, travaille avec Gordon Jacob (1965 et 1966).
Coulthard - qui a un catalogue de plus de 350 œuvres - a écrit pour presque tous les genres musicaux.
Ses premières œuvres essentiellement pour piano et chant montrent un style qu'on peut rattacher au debussysme. Plus tard encouragée par Arthur Benjamin, elle écrit des partitions plus ambitieuses pour orchestre. De cette époque (début des années 1940) datent Excursion, Song to the Sea, Canadian Fantasy qui font sa renommée au Canada.
Les œuvres postérieures aux années 1940 révèlent un style plus personnel, plus sûr, témoignant d'une maturité de langage qui a su synthétiser différentes influences tout en affirmant sa personnalité.
Après sa retraite de professeur en 1973, elle reste très active et compose encore de nombreuses pièces, jusqu'à son décès en 2000 à l'âge de 92 ans.

## Principales œuvres
- 4 Études pour piano (1945)
- Sonate pour piano (1947)
- Sonate pour violoncelle et piano (1947)
- Quatuor à cordes no 1 (1948)
- Symphony no 1 (1950)
- Variations sur BACH (1951)
- Sonate en duo pour violon et piano (1952)
- A Prayer for Elizabeth pour cordes (1953)
- Quatuor à cordes no 2 Threnody (1954, rév. 1969)
- 12 Préludes (1954-1964)
- Concerto pour violon (1959)
- The Bird of dawning singeth all night long, poem for violin and orchestra (1960)
- Sonata Rhapsody, pour alto et piano (1962)
- 6 Medieval Songs, pour baryton et piano (1962)
- Concerto pour piano (1963, rév. 1967)
- Endymion, symphonic poem (1964)
- Choral symphony This land (Symphony no 2) pour chœur et orchestre (1967)
- Lyric trio, pour piano, violon et violoncelle (1968)
- Divertimento, pour cor, basson et piano (1968)
- Lyric sonatina, pour basson et piano (1971)
- Octuor (double quatuor à cordes) (1972)
- Lyric symphony (no 3) pour basson et orchestre (1975)
- Burlesca, pour piano et orchestre (1977)
- Symphony Ode, pour alto et orchestre (1977)
- Autumn Symphony (no 4), pour orchestre à cordes (1984)
- Image symphonique Vision of the North, pour orchestre à cordes (1989)

## Distinctions
- 1978 : Nommée Citoyenne d'Honneur de la Ville de Vancouver et Officier de l'Ordre du Canada.
- 1988 : Doctorat honorifique de l'Université de la Colombie-Britannique.

## Sources
- Dictionnaire de la musique Les Hommes et leurs œuvres, Marc Honegger, éditions Bordas